# NGC 6070
NGC 6070 في الفهرس العام الجديد، هي مجرة، تقع في كوكبة الحية. اكتشفت في 3 مايو 1786 بواسطة ويليام هيرشل.

## روابط خارجية
- NGC 6070 على موقع ويكي سكاي: DSS2, SDSS, GALEX, IRAS, Hydrogen α, X-Ray, Astrophoto, Sky Map, Articles and images